# 9241 Rosfranklin
A 9241 Rosfranklin (ideiglenes jelöléssel 1997 PE6) a Naprendszer kisbolygóövében található aszteroida. John Broughton fedezte fel 1997. augusztus 10-én.